# Мария Тереза Рафаэла Испанская
Инфанта Мария Тереза Антония Рафаэла Испанская (исп. María Teresa Rafaela de España, фр. Marie-Thérèse-Antoinette-Raphaëlle d’Espagne; 11 июня 1726, Мадрид — 22 июля 1746, Фонтенбло) — испанская инфанта, первая супруга дофина Франции Людовика Фердинанда.

## Жизнь
Мария Тереза родилась в Мадридском Алькасаре. Она была второй дочерью короля Испании Филиппа V и его супруги Изабеллы Фарнезе. До замужества инфанты, испанский и французский королевские дворы были в плохих отношениях. Брак между Марией Терезой и дофином Франции Людовиком Фердинандом был объявлен в августе 1739 года, после свадьбы французской принцессы Марии Луизы с испанским инфантом Филиппом. Оба брака должны были укрепить королевские дома Франции и Испании.
Мария Тереза сочеталась браком с французским дофином 18 декабря 1744 года в Мадриде. В Версаль они прибыли 21 февраля 1745 года. Официальная свадьба состоялась 23 февраля. С первых дней супруги чувствовали прохладу друг к другу. Но через несколько месяцев между ними возникла привязанность, к тому же инфанта очень нравилась королю и королеве. Как Дофина Франции, она занимала самое высокое место в королевской семье, после королевы Марии Лещинской.

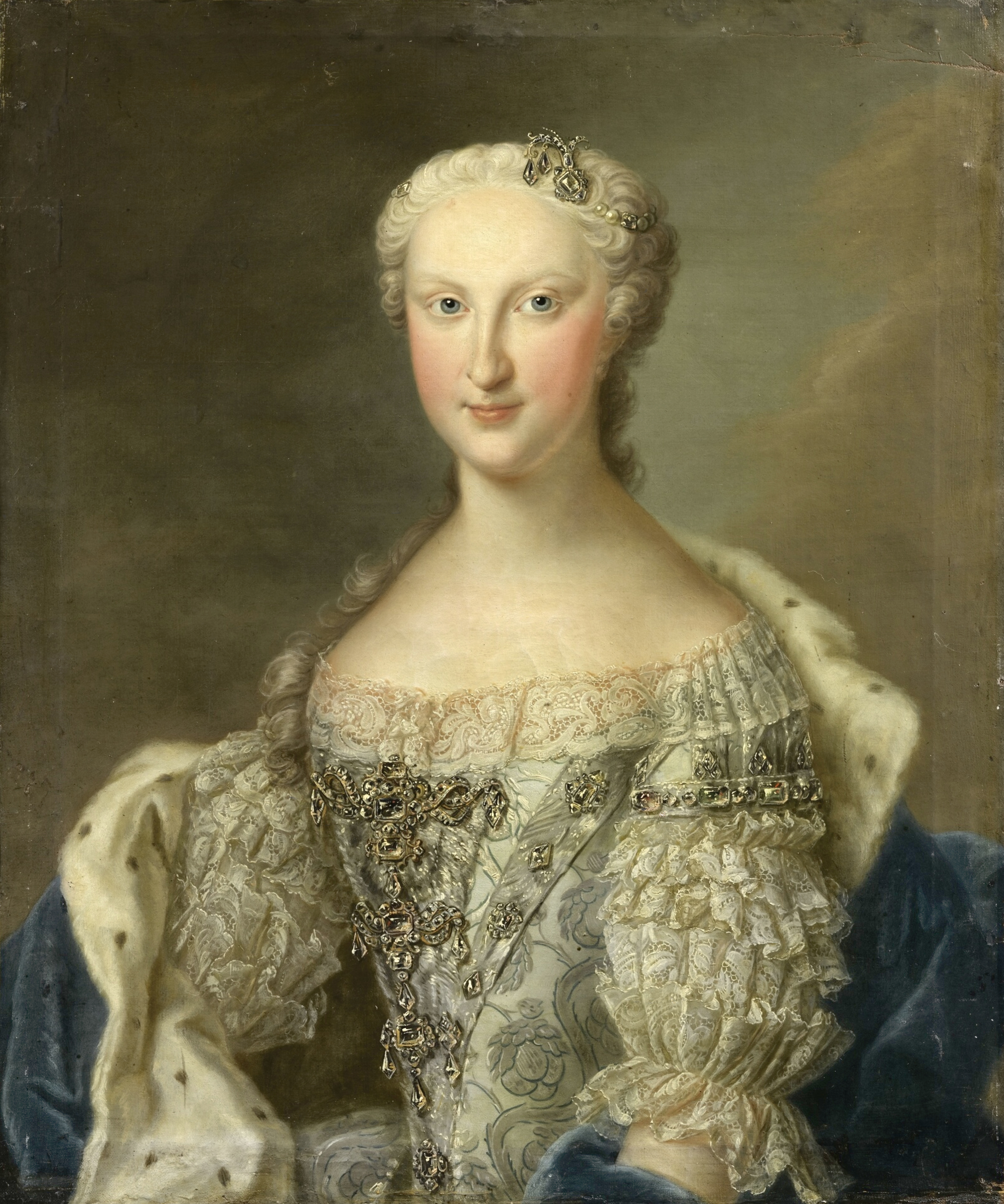
Мария Тереза Рафаэла в 1745 году.

Дофина была описана как человек красивый, благочестивый и образованный, но современникам не нравился рыжий цвет её волос. Освоившись в Версале, Мария Тереза стала открыто критиковать поведение короля и его фаворитки мадам де Помпадур. 19 июля 1746 года она родила дочь, но сама скончалась через три дня, 22 июля, в Версале. Юный супруг тяжело переживал смерть жены и впал в долгую депрессию. Их единственный ребёнок был крещён под именем Мария Тереза, мадам Royale. Но принцесса прожила всего два года и скончалась в 1748 году.
Мария Тереза Рафаэла была похоронена в аббатстве Сен-Дени 6 августа 1746 года. В следующем году её муж женился на Марии Жозефе Саксонской, которая родила ему троих сыновей — последних королей Франции и двух дочерей: Марию Клотильду, королеву Сардинии и казнённую во время Французской революции принцессу Елизавету. Сам дофин умер от туберкулёза в 1765 году при жизни отца.

## Дети
- Принцесса Мария Тереза Французская (19 июля 1746 – 27 апреля 1748)

### Титулы
- 11 июля 1726 — 23 февраля 1745 Её Королевское Высочество Инфанта Испанская
- 23 февраля 1745 — 22 июля 1746 Её Королевское Высочество Дофина Франции